# Ferapontievca
Ferapontievca (en rumano: Ferapontievca; en gagauzo: Parapontika) es una comuna y pueblo de la unidad territorial autónoma de Gagaúzia, al sur de Moldavia.

## Toponimia
El nombre del asentamiento en otros idiomas de importancia en el asentamiento es Ferapontievka (en ruso: Ферапонтьевка; en ucraniano: Ферапонтіївка).

## Geografía
Ferapontievca es atravesada por el río Lungutsa.

## Historia
La primera mención del pueblo de Ferapontievca se remonta al 27 de mayo de 1828, fundada por inmigrantes de Zaporiyia. Según la leyenda, un gobernador, cuyo nombre era Ferapont, pasó por estos lares y soltó a su águila con las palabras: “Donde aterrice, me construiré una casa”. Hasta 1812, Budyak estaba escasamente poblada, ya que estas tierras sufrían ataques regulares de los otomanos. El 16 de mayo de 1812 se firmó un tratado de Bucarest. Según sus términos, el Imperio otomano cedió a Rusia las tierras entre el Prut y el Dniéster, que más tarde pasó a ser conocida como Besarabia.

## Demografía
La evolución de la población de Ferapontievca entre 2004 y 2014 fue la siguiente:
| 1008                         | 1007 | 808 |
| (Fuente: Localitati Moldova) |      |     |

Según el censo de 2004, los ucranianos representaban el 57,84% de la población; los gagáuzos, el 27,98%; los rusos, el 5,95%; los rumanos, el 5,85%; y los búlgaros de Besarabia, el 1,68%.

## Economía
La economía rural se limita al cultivo y comercio de tierras agrícolas.

## Personas destacadas
- Moisés Isaákovich Kantor (1879-1946): profesor, dramaturgo, geólogo, minerólogo y político ruso-argentino, tercer secretario general del PCdeA.